# Гордон, Дэниел (ямайский футболист)
Дэ́ниел Го́рдон (англ. Daniel Gordon; родился 16 января 1985 года в Дортмунде, ФРГ) — ямайский футболист, выступавший на позиции полузащитника. Выступал за сборную Ямайки.

## Клубная карьера
Дэниел начинал заниматься футболом в дортмундской «Боруссии». В 2000 году перешёл в молодёжную команду «Бохума», с которой дважды выиграл молодёжный чемпионат Германии и один раз стал вице-чемпионом.
14 августа 2004 года дебютировал за второй состав «Бохума». В 2006 году Гордон вернулся в Дортмунд. В сезоне 2006/07 Дэниел провёл первый матч в Бундеслиге, выйдя на замену в матче против берлинской «Герты». До конца сезона Дэниел принял участие ещё в 4 играх, во всех из них появляясь на замену во втором тайме.
Летом 2009 года Дэниел перешёл в клуб Второй Бундеслиги «Рот-Вайсс» из Оберхаузена. За два сезона в «Рот-Вайссе» Гордон провёл 48 матчей и забил 7 мячей. По итогам сезона 2010/11 оберхаузенцы вылетели в Третью лигу, и Дэниел покинул клуб, перейдя во «Франкфурт». Со франкфуртцами Гордон подписал двухлетний контракт, однако за первый сезон сыграл только 3 матча.
Так и не сумев пробиться в основу «Франкфурта» Гордон присоединился к «Карлсруэ», выступавшем в Третьей лиге. По итогам сезона клуб занял первое место и вернулся во Вторую Бундеслигу, а Дэниел принял участие в 27 играх и забил 2 мяча.

## Карьера в сборной
30 мая 2013 года Дэниел получил вызов в сборную Ямайки на отборочный матч к Чемпионату мира 2014 против сборной Мексики. 4 июня он вышел в стартовом составе сборной. Гордон получил возможность выступать за ямайцев благодаря своему дедушке, эмигрировавшему из Ямайки в Великобританию.

## Личная жизнь
Отец Дэниела, Гэри Гордон — бывший британский солдат, сейчас работает юношеским тренером в дортмундской «Боруссии».